# Fotópapír
Az előhívópapírok a fényképezésben a legutóbbi időkig használatos, ezüsthalogenid-zselatin alapú analóg pozitívanyagfélék. A ma már csak speciális kontextusban (például fotó eljárástörténet) használt kifejezés, a kimásolópapíroktól való megkülönböztetést szolgálja.